# Giuseppina Nicoli
Giuseppina Nicoli (Casatisma, 18 novembre 1863 – Cagliari, 31 dicembre 1924) è stata una religiosa italiana, della Compagnia delle Figlie della Carità di San Vincenzo de' Paoli. È stata proclamata beata a Cagliari, il 3 febbraio 2008, dal cardinale prefetto della congregazione per le cause dei santi José Saraiva Martins, rappresentante di papa Benedetto XVI. La memoria liturgica si celebra il 3 febbraio.

## Biografia
Giuseppina Nicoli nacque da una famiglia numerosa (era quinta di dieci figli) e con profondi e radicati sentimenti religiosi a Casatisma (Oltrepò Pavese), dove il padre, l'avv. Carlo Nicoli, ricopriva in quegli anni l'ufficio di pretore. Giuseppina trascorse a Voghera la fanciullezza e l'adolescenza, compì brillantemente gli studi magistrali e conseguì il diploma di maestra. Sorretta da un carattere deciso, caparbio e, nello stesso tempo, addolcito da un profondo senso religioso, decise di dedicare la sua vita alla Chiesa.
Il 24 settembre 1883 Giuseppina entrò come novizia nella Casa di San Salvario a Torino, Casa centrale della provincia di Torino delle Figlie della Carità, dopo il periodo di postulato e la cerimonia di vestizione (avvenuta presso la casa Madre di Parigi); nel 1885 fu inviata in Sardegna a svolgere un lavoro d'apostolato con una speciale attenzione e cura per i poveri; tenendo anche conto dei brevi rientri a Torino, gran parte del suo lavoro d'aggregazione e catechesi si svolse principalmente in Sardegna, prima nella diocesi di Cagliari, poi a Sassari nel 1899, dove, inviata a dirigere l'orfanotrofio come madre superiora, si adoperò per il miglioramento non solo spirituale, ma anche culturale della popolazione, dedicandosi alle lezioni di catechismo e ripetizioni a giovani studenti e operai. Istituì una scuola superiore di religione e si dedicò a varie opere di volontariato, tutte dedicate al sostentamento dei meno abbienti.
Dopo un ritorno a Torino nel 1910, fu chiamata per le sue spiccate doti organizzative dapprima come economa provinciale, poi come dirigente del Seminario, al quale suor Giuseppina dedicò, nonostante sopraggiunti problemi fisici, tutta se stessa.
Agli inizi del 1913, a causa della salute molto cagionevole, con gran rammarico il Consiglio provinciale prese una decisione molto sofferta, ovvero inviarla di nuovo in Sardegna, per il clima isolano più adatto alla sua malattia rispetto alla nebbiosa e umida Torino.
L'ambiente che trovò a Sassari, nonostante il buon ricordo che aveva lasciato, le fu ostile per un eccesso di anticlericalismo che la portò a scegliere di essere trasferita a Cagliari, con l'incarico di madre superiora all'asilo della Marina nell'agosto del 1914.
[....]
Morì a sessantun anni il 31 dicembre del 1924. Le sue spoglie furono in un primo momento sepolte nel cimitero monumentale di Bonaria e nel 1932 traslate nella cappella dell'Asilo della Marina. Il 28 aprile 2006 papa Benedetto XVI dichiara suor Giuseppina venerabile.
Il 3 febbraio 2008, nel piazzale antistante la Basilica di Nostra Signora di Bonaria in Cagliari, i cardinali Josè Saraiva Martins (prefetto della Congregazione delle Cause dei Santi) e Franc Rodè, assieme ai sedici vescovi dell'isola, ad altri quattordici vescovi dalla penisola e a quattrocento sacerdoti, hanno proclamato suor Nicoli beata alla presenza del principe Emanuele Filiberto di Savoia.